# Абдулвадуд Ахмад
Абдулвадуд Ахмад ибн Абдулваси Шаши (перс. عبد الودود احمد بن عبد الواسع شاشي‎) — ташкентский каллиграф эпохи Чагатайского улуса. В 1339 году переписал сборник хадисов «Мишкат аль-Масабих» аль-Хатиба ат-Табризи (ум. 1340) на традиционном арабском почерке — насх. Ныне, данная рукопись хранится в Ташкентском государственном институте востоковедения Академии наук Узбекистана.